# Twang (album)
Twang è il venticinquesimo album in studio del cantante di musica country statunitense George Strait, pubblicato nel 2009.

## Tracce
1. Twang – 2:55 (Jim Lauderdale, Kendall Marvel, Jimmy Ritchey)
2. Where Have I Been All My Life – 3:06 (Sherrié Austin, Wil Nance, Steve Williams)
3. I Gotta Get to You – 3:10 (Lauderdale, Ritchey, Blaine Larsen)
4. Easy as You Go – 3:22 (Steve Bogard, Rick Giles)
5. Living for the Night – 3:41 (Dean Dillon, Bubba Strait, George Strait)
6. Same Kind of Crazy – 3:32 (Delbert McClinton, Gary Nicholson)
7. Out of Sight, Out of Mind – 3:07 (B. Strait, G. Strait)
8. Arkansas Dave – 3:18 (B. Strait)
9. The Breath You Take – 3:35 (D. Dillon, Jessie Jo Dillon, Casey Beathard)
10. He's Got That Something Special – 3:23 (B. Strait, G. Strait, D. Dillon)
11. Hot Grease and Zydeco – 3:19 (Gordon Bradberry, Tony Ramey)
12. Beautiful Day for Goodbye – 3:09 (Pat Bunch, Doug Johnson)
13. El Rey – 2:26 (José Alfredo Jiménez)